# ダニエレ・マンニーニ
ダニエレ・マンニーニ（Daniele Mannini, 1983年10月25日- ）は、イタリア・トスカーナ州ヴィアレッジョ出身の元サッカー選手。現役時代のポジションはミッドフィールダー（ウィング）。
父はピサ・カルチョなどで活躍したゴールキーパーのアレッサンドロ・マンニーニ。

## 経歴
2004-2005シーズンよりブレシア・カルチョに所属し、セリエAデビューを果たす。2008年1月よりSSCナポリに移籍し、躍進を支えた。
しかし2009年1月、2007年12月のACキエーヴォ・ヴェローナ戦においてドーピング検査に遅刻したペナルティーとして、世界アンチ・ドーピング機関(WADA)より訴追され、スポーツ仲裁裁判所より一年間の出場停止処分を下された。これを受けナポリはヘスス・ダトロを補強したが、同年3月、処分は暫定的に停止された。
2009年7月、ウーゴ・カンパニャーロとのトレードでUCサンプドリアへ移籍。2011年8月、サンプドリアの降格に伴いACシエーナへ移籍。2014年9月1日、レガ・プロに昇格したUSレッチェに加入した。2014-15シーズン終了後に双方合意の下クラブを退団し、2015年8月27日にACピサ1909と契約を結んだ。

## 所属クラブ
- ASルッケーゼ・リベルタス1905 2000-2001
- FCエスペリア・ヴィアレッジョ 2001-2003
- ACピサ1909 2003-2004
- ブレシア・カルチョ 2004-2007
- SSCナポリ 2008.1-2009
- UCサンプドリア 2009-2011
- ACシエーナ 2011-2014

→ ACピサ1909 2014 (loan)
- USレッチェ 2014-2015
- ACピサ1909 2015-2018
- USチッタ・ディ・ポンテデーラ 2018-2020